# Brunnthal (München)

Brunnthal, 2024

Brunnthal ist ein Stadtviertel von München im Stadtbezirk 13 Bogenhausen.

## Lage
Die Siedlung liegt im Süden Stadtbezirks 13 und im Stadtteil Bogenhausen am Fuß der Isarhochufers unterhalb des historischen Ortskerns von Bogenhausen mit dem früheren Schloss Neuberghausen. Südlich der Siedlung liegt das Quellgebiet des Brunnthaler Quellbachs, der zwischen Brunnthal und dem Isarhang nach Norden fließt. Etwa 50 bis 100 Meter westlich von Brunnthal fließt die Isar, nördlich verläuft die Montgelasstraße.

## Geschichte

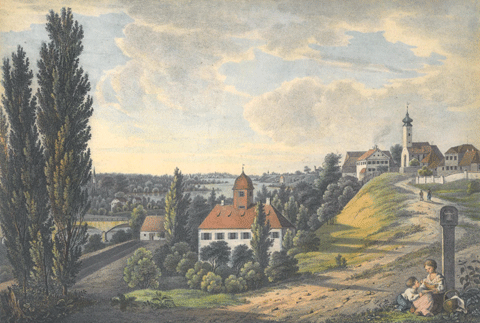
Ansicht von Süden, Lithografie von Joseph Anton Sedlmayr, 1817

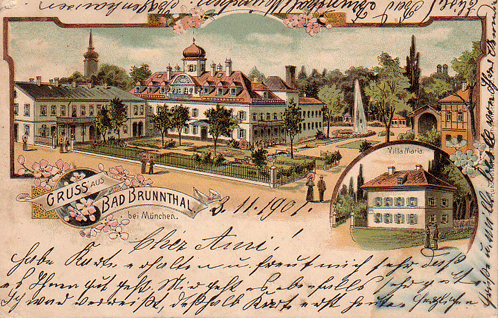
Ansichtskarte von 1901

Urkundlich erwähnt wurde Brunnthal erstmals 1544. Der Name bezieht sich auf ein damals dort am Fuß des Isarhangs gelegene Brunnhaus. Bei der Gemeindebildung durch die Gemeindeedikte von 1808 und 1918 wurde Brunnthal Bestandteil der Gemeinde Bogenhausen. Mit dieser zusammen wurde der Ort 1892 nach München eingemeindet.
Bereits im 17. Jahrhundert ist in Brunnthal ein Badebetrieb nachgewiesen. 1690 stand hier das sogenannte „Pfründnerhaus“ für alte und gebrechliche Frauen, das trotz seines Namens eher eine Art Strafanstalt war zur Unterbringung „liederlicher Weibspersonen“. Aus diesem Haus entstand zu Beginn des 19. Jahrhunderts eine Bad- und Kuranstalt mit einem Türmchen auf einem schlossartigen Hauptgebäude. Nach dem Tod der Besitzerin 1821 erfolgte 1822 eine Wiederöffnung der Badeanstalt „Bad Brunnthal“ unter einem neuen Besitzer. 1891 wurde letztmals eine Wirtschaftskonzession für einen Bade- und Heilanstaltsbetrieb erteilt. 1910 erfolgte der Abriss der Badeanstalt. Auf ihrem Gelände wurden anschließend drei neoklassizistische Villen errichtet.

## Beschreibung
Das Ortsbild ist geprägt durch die beidseitig und am Ende der als Sackgasse gebildeten Straße Bad Brunnthal gelegenen Villen aus dem frühen 20. Jahrhundert. Die drei auf dem ehemaligen Gelände der Badeanstalt errichteten Villen mit den Hausnummern 2, 3 und 4 sind als Baudenkmäler in die Bayerische Denkmalliste eingetragen.

Bad Brunnthal 2
Bad Brunnthal 3
Bad Brunnthal 4